# Louise de Polastron
Marie Louise d’Esparbès de Lussan, sňatkem vikomtesa, pak komtesa se Polastron (19. října 1764 Bardigues – 27. března 1804 Londýn) byla francouzskou dvorní dámou, známou jako milenka milenka hraběte z Artois, pozdějšího francouzského krále Karla X.

## Život
Narodila se do rodiny Esparbès de Lussan jako dcera Louise Françoise d’Esparbès de Lussan a Marie Catherine Julie Rougeot (1746–1764). Vzdělávána byla v klášteře Penthemont spolu s mnoha dalšími dcerami šlechticů.
V červnu 1780 se provdala za Denise de Polastron (1758–1821), nevlastního bratra Gabriely de Polastron, vévodkyně z Polignacu, guvernantky královských dětí a blízké přítelkyně královny. Z manželství se narodil syn Louis (1785-1804), který zemřel ve věku osmnácti let na Gibraltaru na žlutou zimnici.
V roce 1782 byla jmenována dame du palais (dvorní dámou) královny Marie Antoinetty a udržela si tuto funkci až do vypuknutí Velké francouzské revoluce v roce 1789.
Hrabě z Artois viděl Louise poprvé u dvora ve Versailles a v roce 1785 zahájili svůj celoživotní vztah. Byla popisována jako „jemná a uzavřená žena“. Přilnul k ní trvale, že ji učinil svou „favoritkou“. Ze vztahu se nenarodili žádní potomci.
Okamžitě po vypuknutí revoluce v července 1789 opustila Louise spolu s hrabětem z Artois a celou rodinou Polignac Francii. S hrabětem spolu žili nadále v exilu. V roce 1791 žili ve městě koblenz, kde byla spolu s milenkou hraběte z Condé monackou kněžnou, a milenkou hraběte z Provence, Anne de Balbi, známá jako jedna z „královen emigrace“ francouzského exilového dvora emigrantů. V roce 1792 doprovázela svého milence do skotského Edinburghu, kde s ním žila v Holyroodu.
Když hrabě z Provence uvažoval o svém přestěhování z Varšavy do Neapole, řekli mu vévoda a vévodkyně z Angouleme, že v tom případě se budou muset připojit k hraběti z Artois ve Skotsku, protože ten považoval Itálii za příliš nebezpečnou. Z plánů nakonec sešlo, protože Provence poukázal na to, že by vévodkyně z Angouleme nemohla žít v Holyroodu kvůli přítomnosti Louise de Polastron a jejímu postavení.
Když Louise v roce 1804 ve věku 39 let zemřela na tuberkulózu, zasáhlo to hraběte z Artois tak hluboce, že se rozhodl složit slib věčné čistoty. Slib dodržel začal se také věnovat náboženství, často nadšeně podporoval ultramontanistické hnutí ve francouzské římskokatolické církvi.